# Kamaishi Recovery Memorial Stadium
Le Kamaishi Recovery Memorial Stadium (釜石鵜住居復興スタジアム, Kamaishi Unosumai Fukkō Sutajiamu), aussi connu sous le nom de Kamaishi Unosumai Stadium est un stade situé à Kamaishi, dans la préfecture d'Iwate au Japon.

## Histoire
La construction du stade a commencé en avril 2017 et son inauguration a eu lieu le 19 août 2018.

## Structure et équipements

### Capacité
Le stade a une capacité de 6 000 places, qui sera portée à 16 187 durant la Coupe du monde de rugby grâce à l'ajout de tribunes temporaires qui seront situées derrière les lignes d’en-but.

### Équipements
Le terrain de jeu est constitué d'une pelouse hybride, qui est la première de ce type installée au Japon.